# Élections législatives de 1956 dans le territoire de Haute-Volta
Les élections législatives de 1956 dans le Territoire de Haute-Volta sont des élections françaises qui ont eu lieu le 2 janvier 1956  dans le Territoire de Haute-Volta dans le cadre des élections législatives françaises de 1956, sous la IVe République.
Ce sont les dernières élections législatives de la Quatrième république, après les élections de novembre 1946 et de juin 1951.

## Mode de scrutin
L'Assemblée nationale est composée de 626 sièges pourvus au scrutin proportionnel plurinominal suivant la règle de la plus forte moyenne, sans panachage.
Dans le territoire de Haute-Volta, quatre députés sont à élire.

## Élus
| Député sortant    | Parti | Parti       | Député élu ou réélu | Parti | Parti          |
| ----------------- | ----- | ----------- | ------------------- | ----- | -------------- |
| Nazi Boni         |       | MPÉA (IOM)  | Nazi Boni           |       | MPÉA (IOM)     |
| Joseph Conombo    |       | PSEMA (IOM) | Joseph Conombo      |       | PSEMA (IOM)    |
| Henri Guissou     |       | PSEMA (IOM) | Henri Guissou       |       | PSEMA (IOM)    |
| Mamadou Ouédraogo |       | PSEMA (IOM) | Gérard Ouédraogo    |       | MDV (Rép. soc) |

## Résultats

### Résultats à l'échelle du territoire
| Parti    | Parti          | Tête de liste      | Résultats | Résultats | Sièges |  |
| Parti    | Parti          | Tête de liste      | Voix      | %         |        |  |
| -------- | -------------- | ------------------ | --------- | --------- | ------ |  |
|          | PSEMA (IOM)    | Joseph Conombo     | 273 232   | 43,64     | 2 1    |  |
|          | MDV (Rép. soc) | Gérard Ouédraogo   | 120 586   | 19,26     | 1 1    |  |
|          | MPÉA (IOM)     | Nazi Boni          | 102 853   | 16,43     | 1      |  |
|          | RDA            | Ali Barraud N'Goni | 71 725    | 11,46     | -      |  |
|          | Ind.           | Maurice Yaméogo    | 35 695    | 5,70      | -      |  |
|          | ASRV           | Guède Kiello       | 15 777    | 2,52      | -      |  |
|          | MPV            | Blaise Bassolé     | 6 268     | 1,00      | -      |  |
|          |                |                    |           |           |        |  |
| Inscrits | Inscrits       | Inscrits           | 978 090   | 100,00    | 4      |  |
| Votants  | Votants        | Votants            | 633 964   | 64,82     |        |  |
| Exprimés | Exprimés       | Exprimés           | 626 131   | 98,77     |        |  |